# هارالد پائولزن
هارالد پائولزن (آلمانی: Harald Paulsen; ۲۶ اوت ۱۸۹۵ – ۴ اوت ۱۹۵۴) هنرپیشه اهل آلمان بود.
از فیلم‌ها یا برنامه‌های تلویزیونی که وی در آن نقش داشته‌است می‌توان به درود بر مریم، مهرگیاه اشاره کرد.